# Wilhelmsburger Dove Elbe
El Wilhelmsburger Dove Elbe és un antic braç de l'Elba, tallat del riu per un dic als anys 1437-1438 i un riu d'Alemanya.
Neix a la frontera entre les antigues illes de Georgswerder i Stillhorn. Desemboca al Canal Ernst August que vessa a l'Elba via el Reiherstieg. Fins a l'excavació del pas a l'illa de Spadenland i la construcció del dic era la continuació del Dove Elbe.
Des de 1995 va recrear-se sota l'autopista E22 una connexió amb el Georgswerder Schleusengraben. Com que aquest està connectat amb l'Elba sota el dic principal, s'ha tornat a crear un corrent a l'aigua massa estanyat amb aigua salabrosa, però la mesura no ha estat prou bona per a millorar el biòtop i la diversitat de les espècies. Hi ha un projecte per a tornar a deixar la marea entrar a l'Schleusengraben.
De la resclosa amb el Dove-Elbe-Wettern fins al canal està navegable per a petites embarcacions esportives i amb canoes que poden llogar-se al canal Ernst August. Hi ha un petit port esportiu per a iots motoritzats al carrer Buscher Weg.

## Afluents
No té cap afluent major, però una sèrie de weterings hi desguassen. Els principals són:
- Hövelwettern
- Niedergeorgswerderwettern
- Bullertwettern

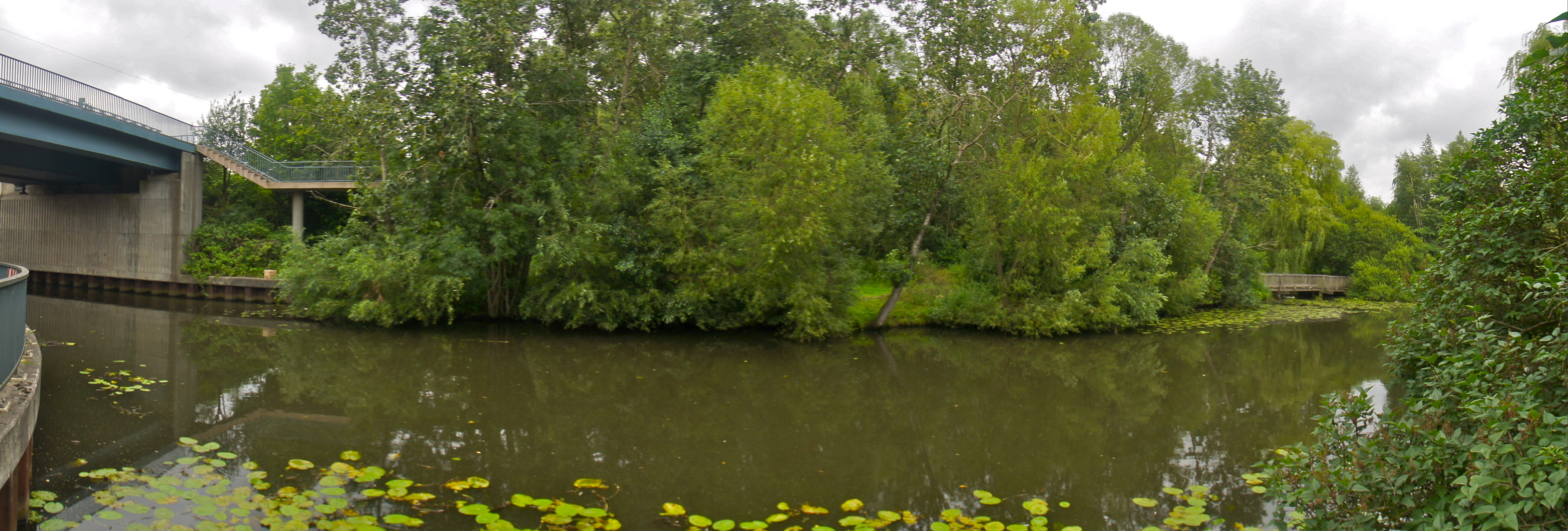
D'esquerra a dreta: el canal Ernst August, el Dove Elbe i el pont al Hövelwettern
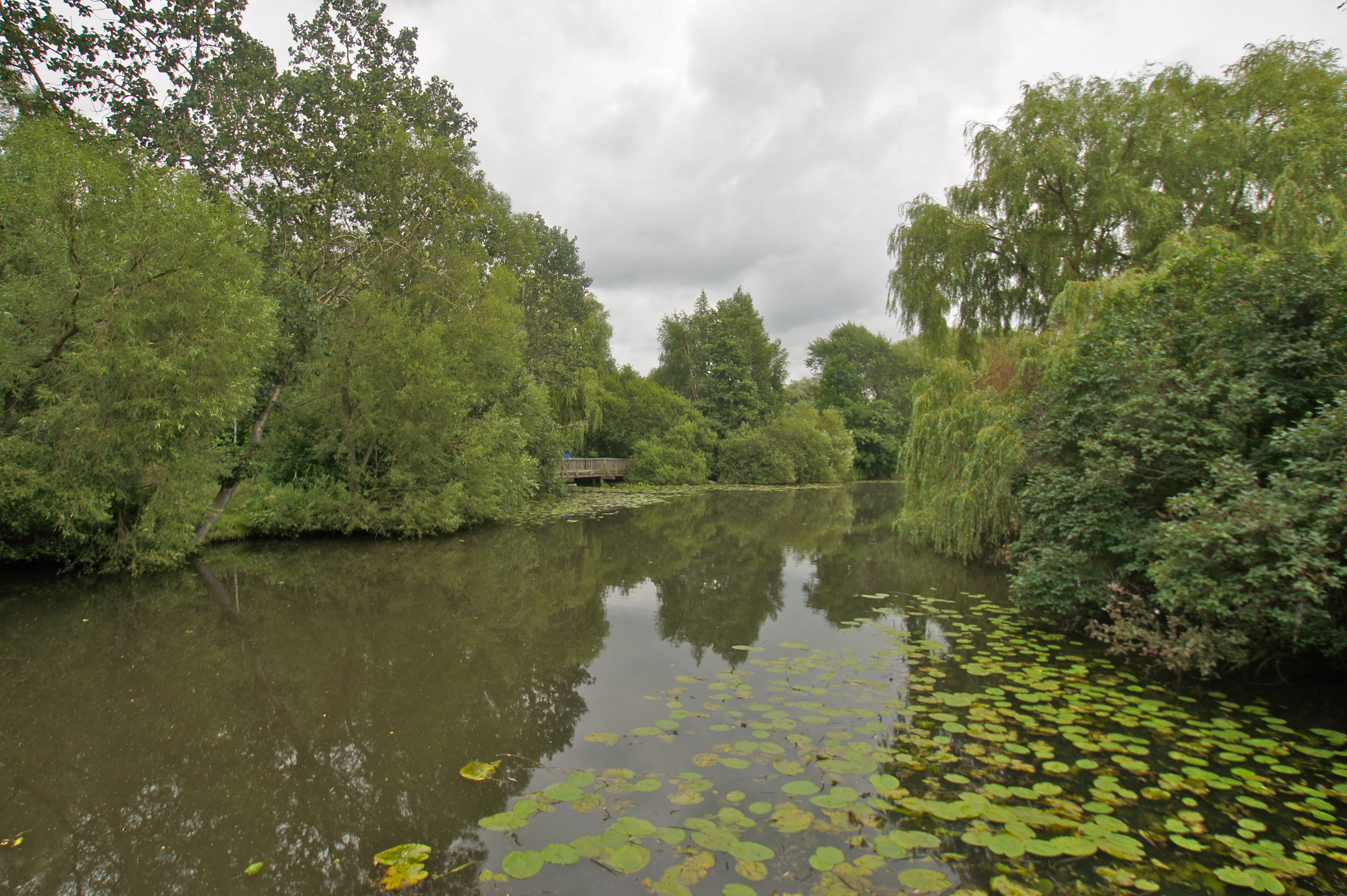
El Hövelwettern sota el pont a l'esquerra vessa al Dove Elbe
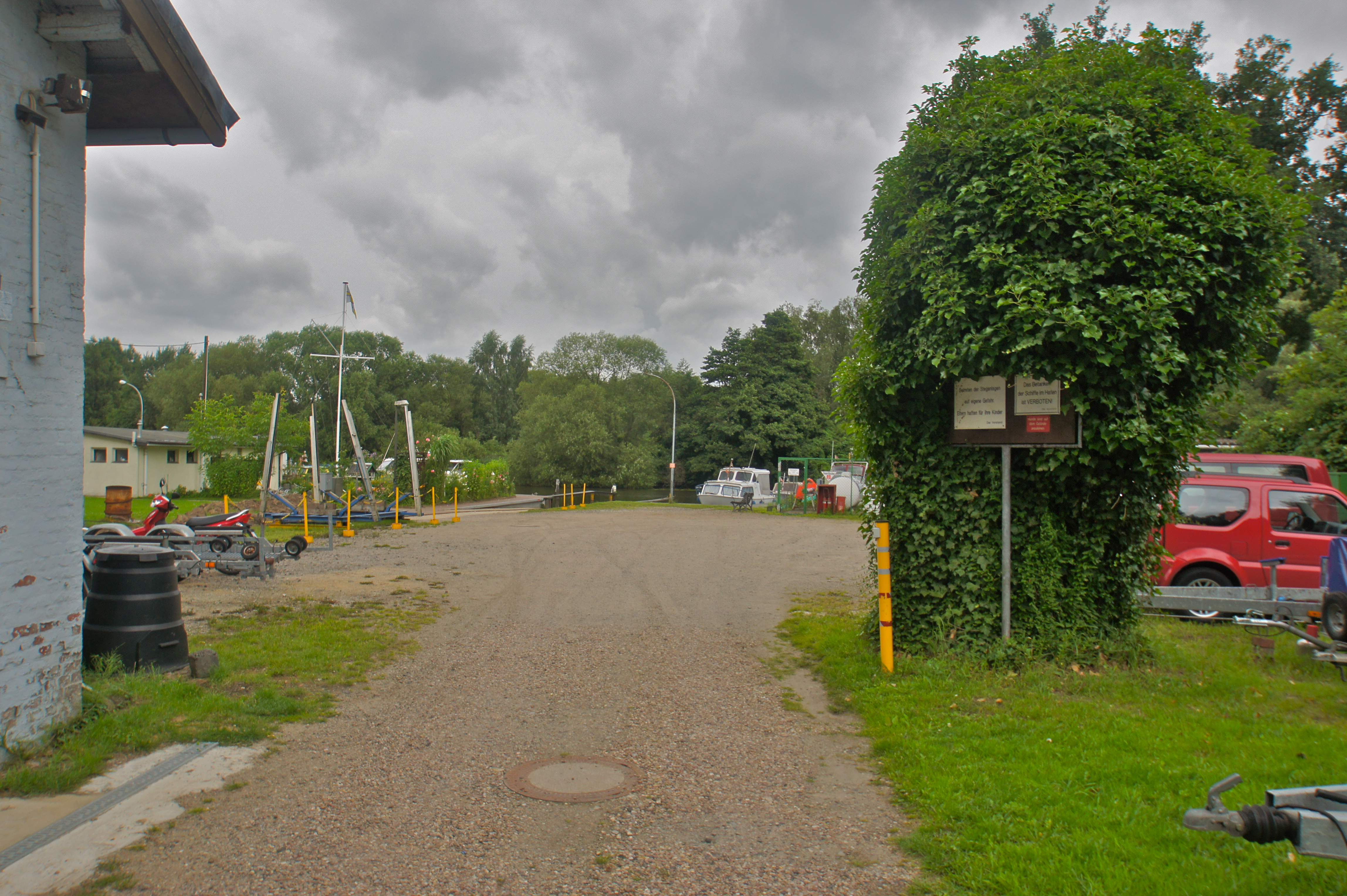
Port esportiu al Buscher Weg

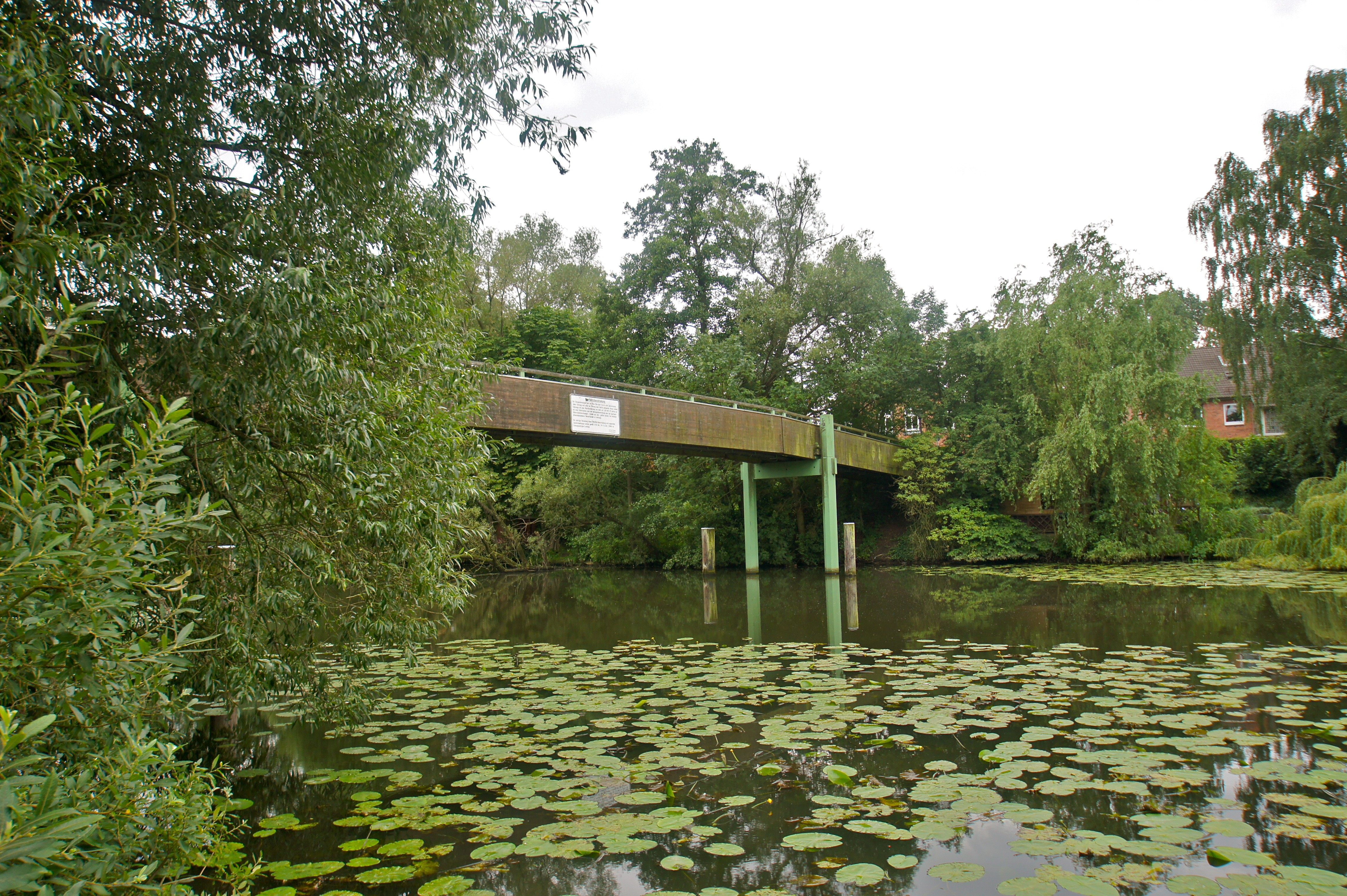
Pont per a vianants i ciclistes del carrer Hövelweg
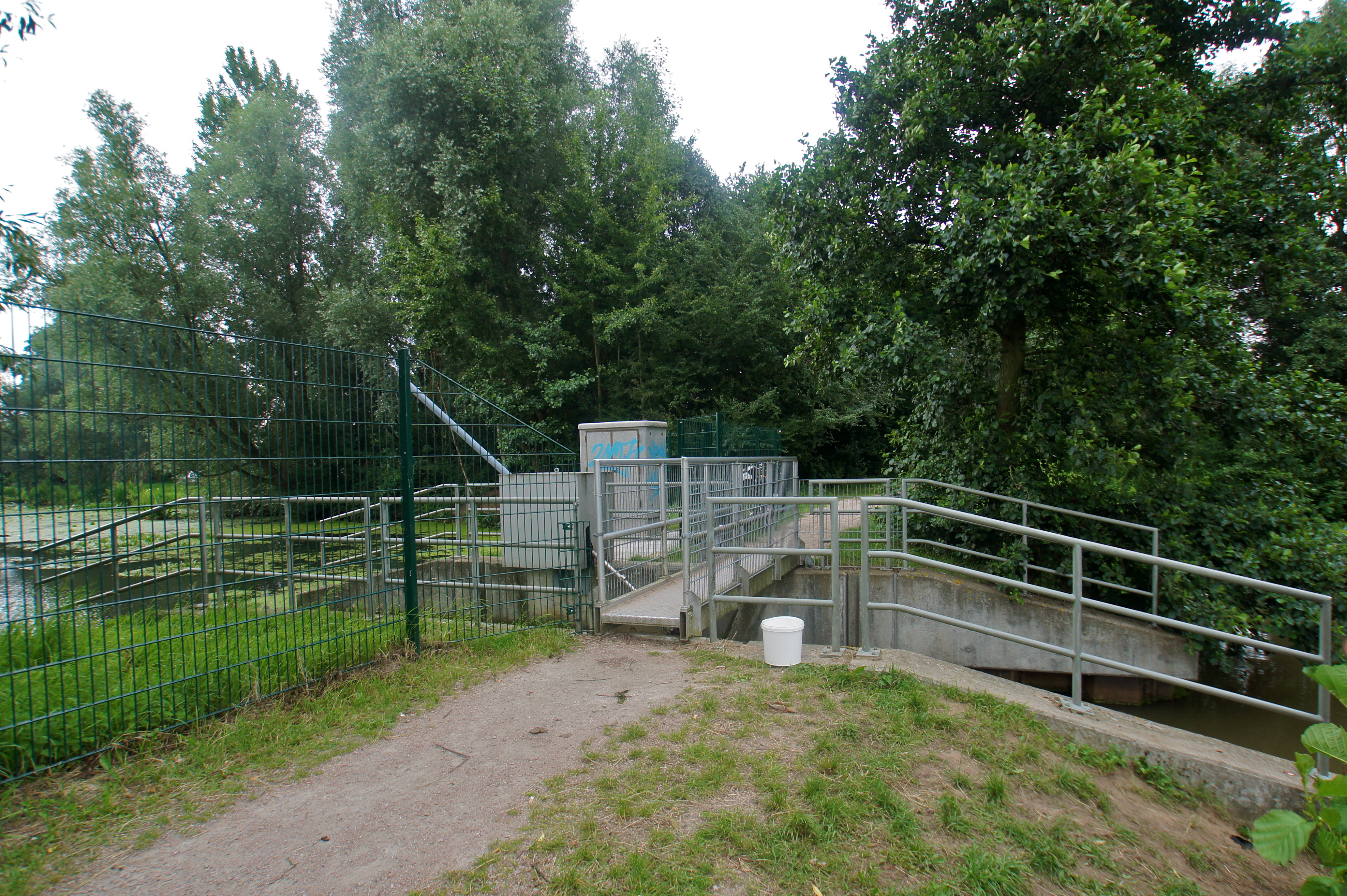
Resclosa de desguàs entre el Dove Elbe i el Dove-Elbe-Wettern
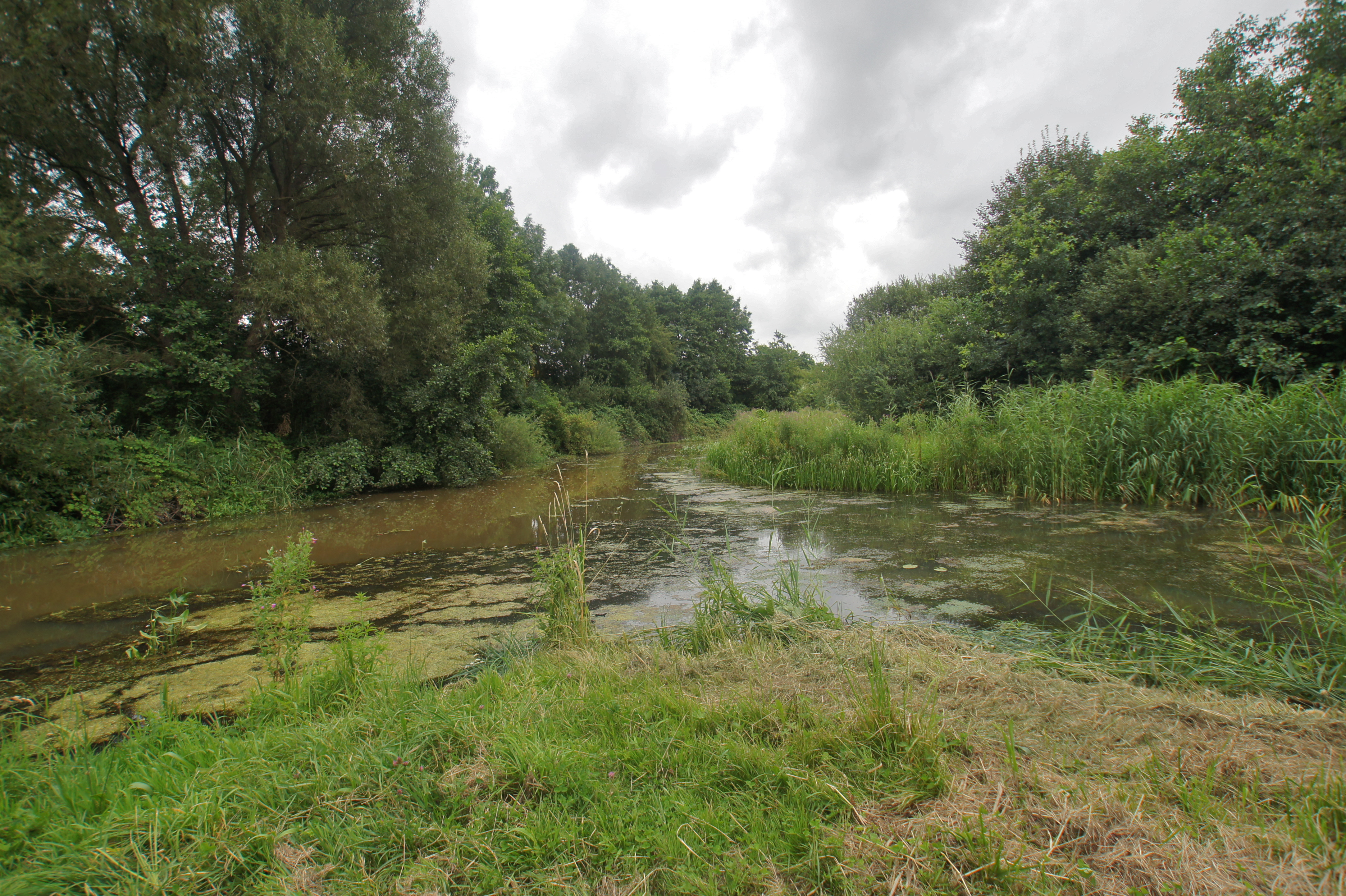
Confluència amb el Bullertwettern (dreta)

## Enllaços i referències
1. ↑  Abdämmung Wilhelmsburger Dove Elbe Arxivat 2011-05-10 a Wayback Machine., web de l'ajuntament d'Hamburg
2. ↑  Flussgebietsgemeinschaft Elbe (FGG Elbe), Arbeitsgemeinschaft für die Reinhaltung der Elbe, Fließgewässer im Elbeeinzugsgebiet Arxivat 2012-01-31 a Wayback Machine.
3. ↑  Stadtatlas-Großraum Hamburg mit Ausflugstipps, Hamburg, PAS Verlags GmbH, s.d., pàgines 51, 61-62 ISBN 978-3-934272-92-7
4. ↑  Kai Schmille, Die hamburgischen Naturschutzgebiet: Grüne Juwelen in der Großstadt, Bremen, Editorial Temmen, 2011, pàgina 216-219 ISBN 978-3-8378-2015-7 (traducció: Els parcs naturals d'Hamburg: joiells vers a la metròpolis.)
5. ↑  Josef Nyáry, Urzeit-Flair an der Wilhelmsburger Dove Elbe, Hamburger Abendblatt, Hamburg, 26 d'agost de 2006, (alemany)